# Chuo'er He
Chuo'er He (kinesiska: 绰尔河) är ett vattendrag i Kina. Det ligger i den autonoma regionen Inre Mongoliet, i den norra delen av landet, omkring 1 200 kilometer nordost om regionhuvudstaden Hohhot.
Genomsnittlig årsnederbörd är 631 millimeter. Den regnigaste månaden är juli, med i genomsnitt 196 mm nederbörd, och den torraste är januari, med 4 mm nederbörd.